# Mount Moses
Mount Moses ist ein stark erodierter miozäner Schichtvulkan im westantarktischen Ellsworthland. Er liegt ungefähr im Zentrum des Hudson-Gebirges und bildet mit einer Höhe von 749 m dessen höchste und am deutlichsten aus dem umgebenden Eisschild herausragende Erhebung.
Kartiert wurde der Berg anhand von Luftaufnahmen, die von der United States Navy im Rahmen der Operation Highjump 1946–1947 erstellt wurden. Das Advisory Committee on Antarctic Names benannte ihn 1968 nach Robert L. Moses, einem Wissenschaftler, der 1967 auf der Byrd-Station arbeitete.